# 8915 Sawaishujiro
8915 Sawaishujiro (1995 YK3) là một tiểu hành tinh nằm phía ngoài của vành đai chính được phát hiện ngày 27 tháng 12 năm 1995 bởi T. Kobayashi ở Oizumi.